# Schloss Rantzau (Rantzau)

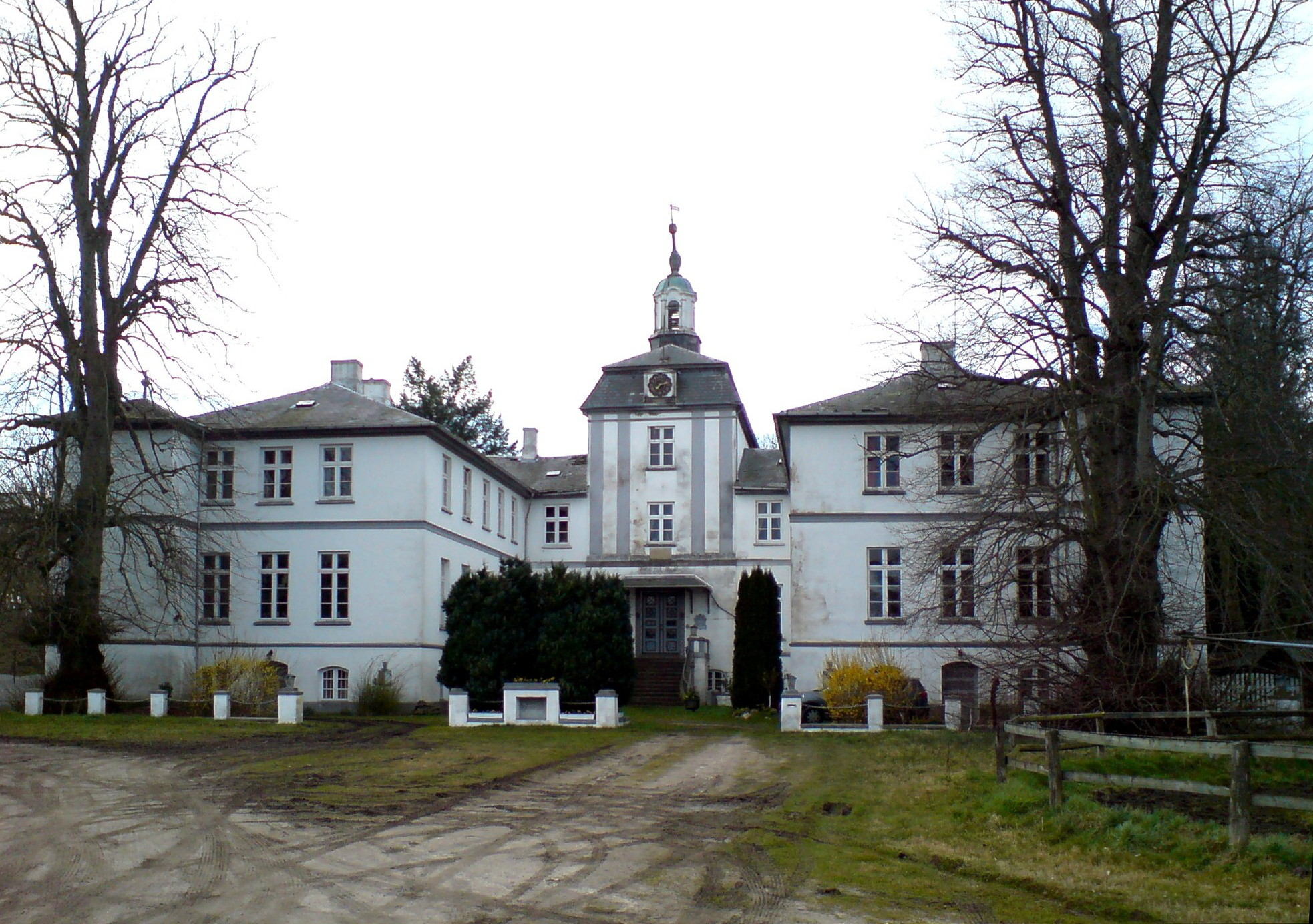
Der Hof von Schloss Rantzau, Frühling 2008. In den Seitenflügeln mit den äußeren Treppentürmen verbirgt sich der Renaissancebau Heinrich Rantzaus

Das Schloss Rantzau in Rantzau im östlichen Schleswig-Holstein ist Namensgeber und der ehemalige Stammsitz der uradeligen Familie Rantzau. Das Schloss war Mittelpunkt eines adligen Gutes und ist nach dieser Definition eigentlich ein Herrenhaus, durch seine besondere Bedeutung in der Landesgeschichte und seine einstmals reiche Ausstattung wird es aber schon seit geraumer Zeit als Schloss bezeichnet. Das Haus erlebte eine kurze Blütezeit vom Ende des 16. bis ins frühe 17. Jahrhundert und war eines der reifsten Werke der Renaissance in Schleswig-Holstein. Durch diverse Umbauten wurde die Anlage jedoch so umfassend verändert, dass die einstige Gestalt nur mehr zu erahnen ist.

## Geschichte des Schlosses

### Das Gut im Mittelalter

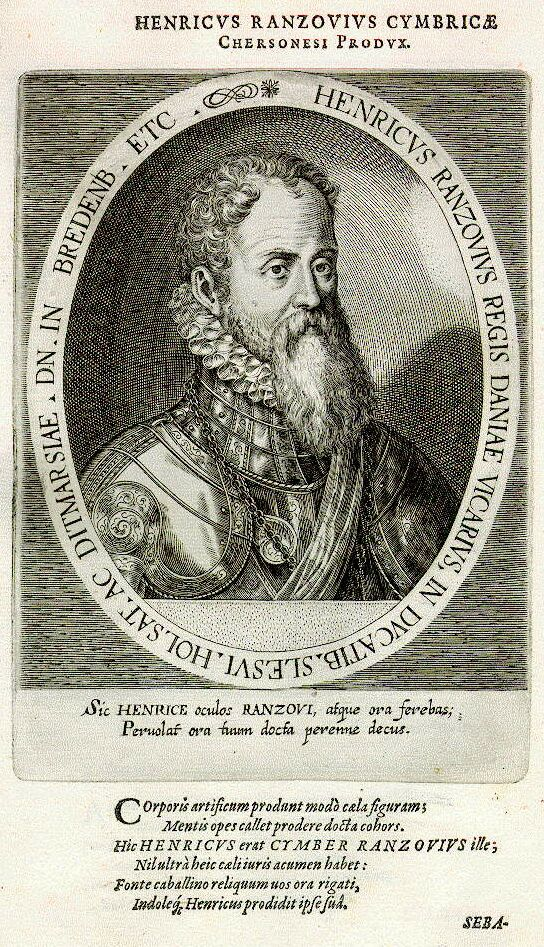
Unter Heinrich Rantzau erlebte das Gut eine kurze Blütezeit. Stich um 1580

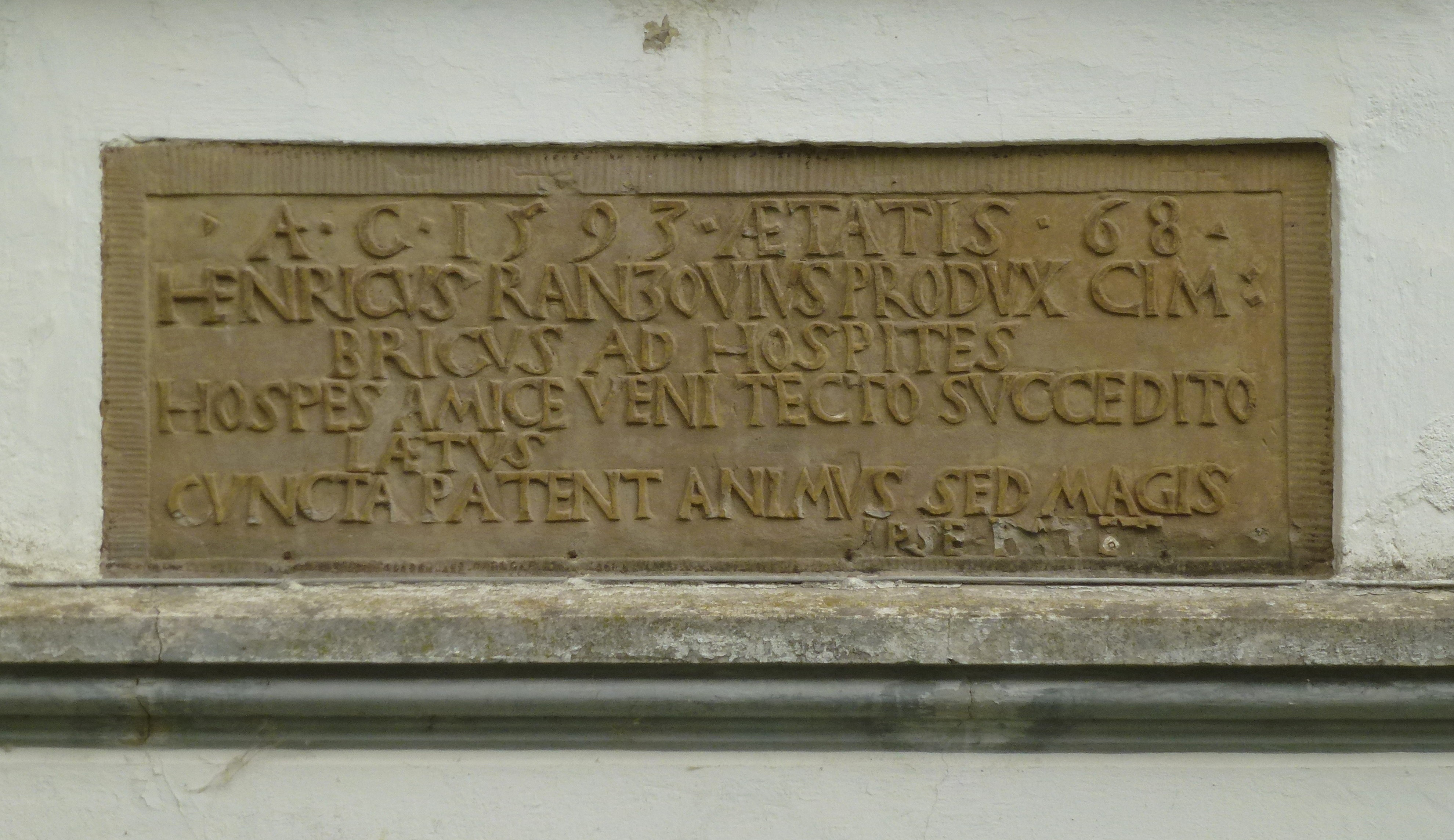
Steintafel mit Inskription aus dem Jahr 1593

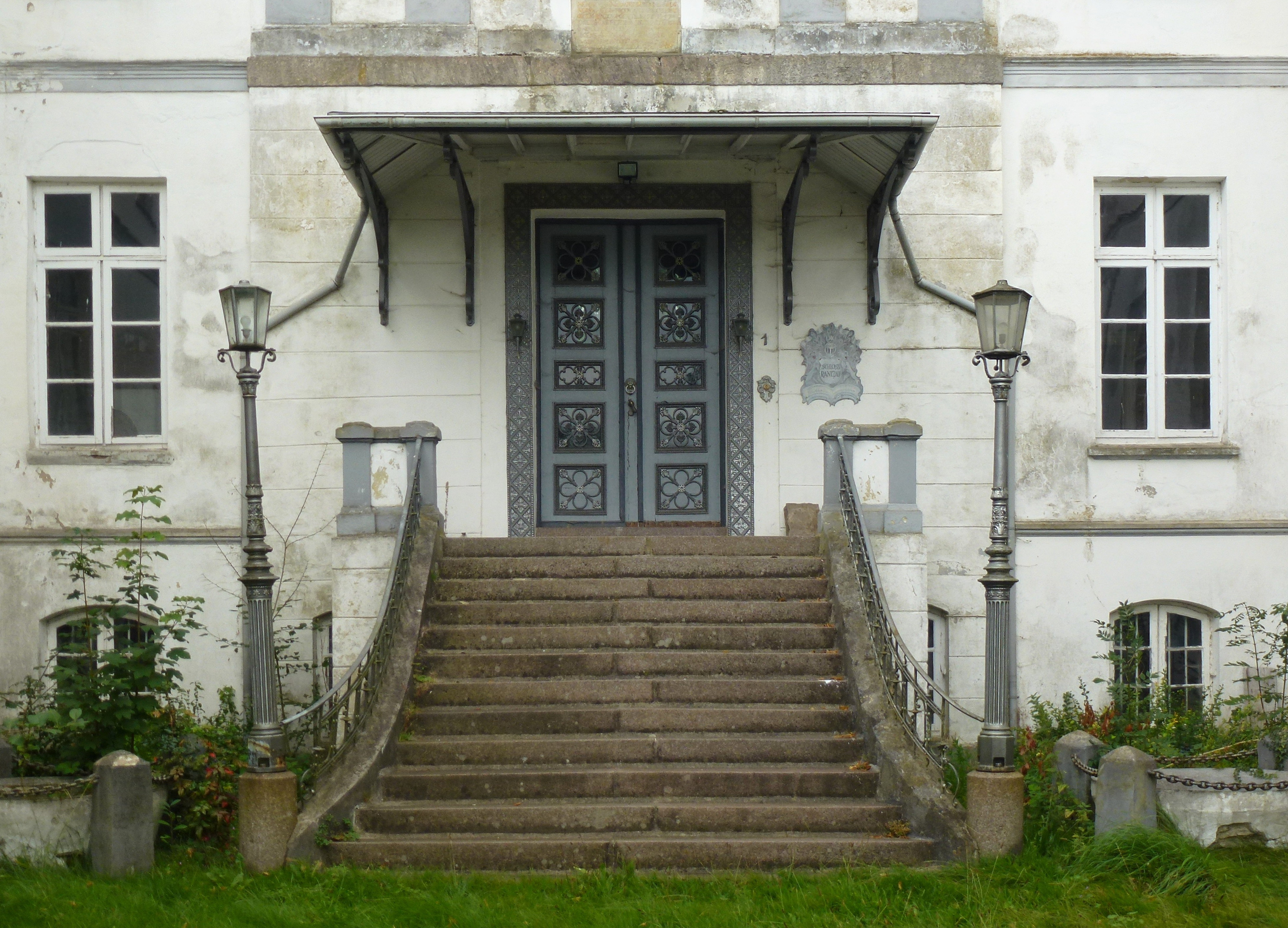
Die Eingangstreppe

Der Gutsbezirk wird seit mehr als 800 Jahren bewohnt und bewirtschaftet. Der Name Rantzau – bzw. Rantzow – deutet auf eine noch frühere wendische Besiedlung des Gebietes hin. Die Rantzauer Familie selbst ist nicht wendischen Ursprungs, doch nahmen die ersten hier niedergelassenen Ritter, wie zu der Zeit üblich, den Namen ihres Besitzes an. Als erstes bekanntes Familienmitglied ist 1226 Johann von Rantzau genannt, der als Knappe in Diensten Adolfs IV. stand und um 1235 in den Ritterstand erhoben wurde. Johann von Rantzau war der Begründer der verschiedenen Rantzauer Linien, die in den folgenden Jahrhunderten für die Geschichte Schleswig-Holsteins prägend wurden. Das Gut, das sich hier um eine kleine befestigte Burg mit einem Herrenhaus entwickelte, blieb mehr als 500 Jahre im Besitz der Familie. In diesen Jahrhunderten spielte Rantzau keine sonderlich bedeutende Rolle in der Landesgeschichte und diente unterschiedlichen Zweigen der wachsenden Familie Rantzau als Sitz.

### Ein Renaissancesitz Heinrich Rantzaus
Eine kurze Blütezeit erlebte das Gut unter Heinrich Rantzau, der das Herrenhaus ab 1590 neu errichten ließ. Heinrich Rantzau war ein eifriger Bauherr und hatte bereits zahlreiche Neubauten auf den zeitweise über 70 Gütern der Rantzauer Familie veranlasst. Zu seinen weiteren Bauwerken gehörten zum Beispiel das Wandsbeker Schloss oder das Herrenhaus von Nütschau. Der Neubau am Stammort seiner Familie gehörte zu den letzten Bauten Heinrich Rantzaus, er starb 1598. Bis zu seinem Tode nutzte er es für gelegentliche Aufenthalte, doch war sein Hauptsitz die Breitenburg. Im 17. und 18. Jahrhundert gehörte das Schloss weitgehend der Breitenburger Linie der Familie. Christian zu Rantzau gelangte 1650 in den Stand eines Reichsgrafen und begründete die Reichsgrafschaft Rantzau im südlichen Holstein. In diesem Zuge ging das Gut als Ausgleich an Herzog Friedrich III. über, der den Besitz schon kurz darauf an ein anderes Mitglied der Rantzauer Familie veräußerte. 1655 gelangte das Gut erneut an Christian zu Rantzau, der dafür einen Preis von 64.500 Reichsthalern zahlen musste. Sein Enkel Christian Detlev zu Rantzau wurde 1721 in der Nähe des Barmstedter Schlosses angeblich durch seinen Bruder Wilhelm Adolf zu Rantzau ermordet, worauf der amtierende dänische König Friedrich IV. den rantzauischen Besitz konfiszierte. 1726 konnte die Schwester der beiden Brüder die Rantzauer und Breitenburger Besitzungen zurück erwerben, doch musste sie sich, finanziell schwer angeschlagen, von einem Gut wieder trennen.

### Die Besitzer nach den Rantzauern
In den folgenden Jahren erlebte das Gut verschiedene Besitzer, die unterschiedliche Spuren an den Gebäuden hinterließen. Friedrich IV. verkaufte Schloss Rantzau 1728 an Heinrich Reventlow aus dem nicht weit entfernten Lehmkuhlen, der 1737 in Konkurs ging und den Besitz schon 1740 für 94.000 Reichsthaler an den Eutiner Fürstbischof Adolf Friedrich veräußerte. Dieser ließ den alten Renaissancesitz unter anderem durch den Mittelbau zum dreiflügeligen Barockschloss umbauen. Adolf Friedrich wurde 1751 zum König von Schweden gewählt und verkaufte das Gut an seinen Oberhofmarschall Jakob Levin von Plessen. Da von Plessen keine Erben besaß – seine Kinder waren alle jung verstorben – und er außerdem bei seinem Nachbarn Graf Heinrich Christoph von Baudissin verschuldet war, wurde der Hof 1761 an den Grafen verkauft. Das Gut blieb dann für über 200 Jahre im Besitz seiner Familie. Bis zur Übernahme durch Preußen 1867 war das Gut auch Patrimonialgericht.

### Vom 20. Jahrhundert bis heute
Um die Jahrhundertwende besaß das Gut noch 2.600 Hektar Wirtschaftsfläche. Der Landbesitz musste nach und nach veräußert werden, so wurden zum Beispiel nach dem Ersten Weltkrieg mehrere Pachtdörfer aus dem Gutsbetrieb entlassen. Nach dem Zweiten Weltkrieg musste das Schloss als Flüchtlingslager dienen und nahm mehr als 170 Personen auf, die zum Teil bis 1960 dort wohnten. 1965 wurde das Herrenhaus vom Gut abgetrennt und an Familie Majerholz verkauft, später wurde auch das restliche Gutsland veräußert. Die neuen Besitzer richteten im Haus ein Schlosshotel ein, das heute jedoch nicht mehr existiert. 1976 und 1978 wurden die Gebäude des einstigen Wirtschaftshofes durch Brandstiftung zerstört. 
Das Schloss befindet sich in Privatbesitz und wurde 2009 an eine neue Eigentümerin verkauft. Es entstand ein Konflikt mit der Denkmalschutzbehörde, nachdem bei Sondierungsarbeiten Putz von Wänden und Decken entfernt worden war. Nach Pressemeldungen hat das Gebäude erneut den Besitzer gewechselt, die zukünftige Nutzung des Herrenhauses ist ungewiss. Es kann weder besichtigt noch betreten werden. Den tatsächlichen Verfallszustand dokumentiert ein von der gegenwärtigen Eigentümerin im Internet veröffentlichtes Sachverständigengutachten.

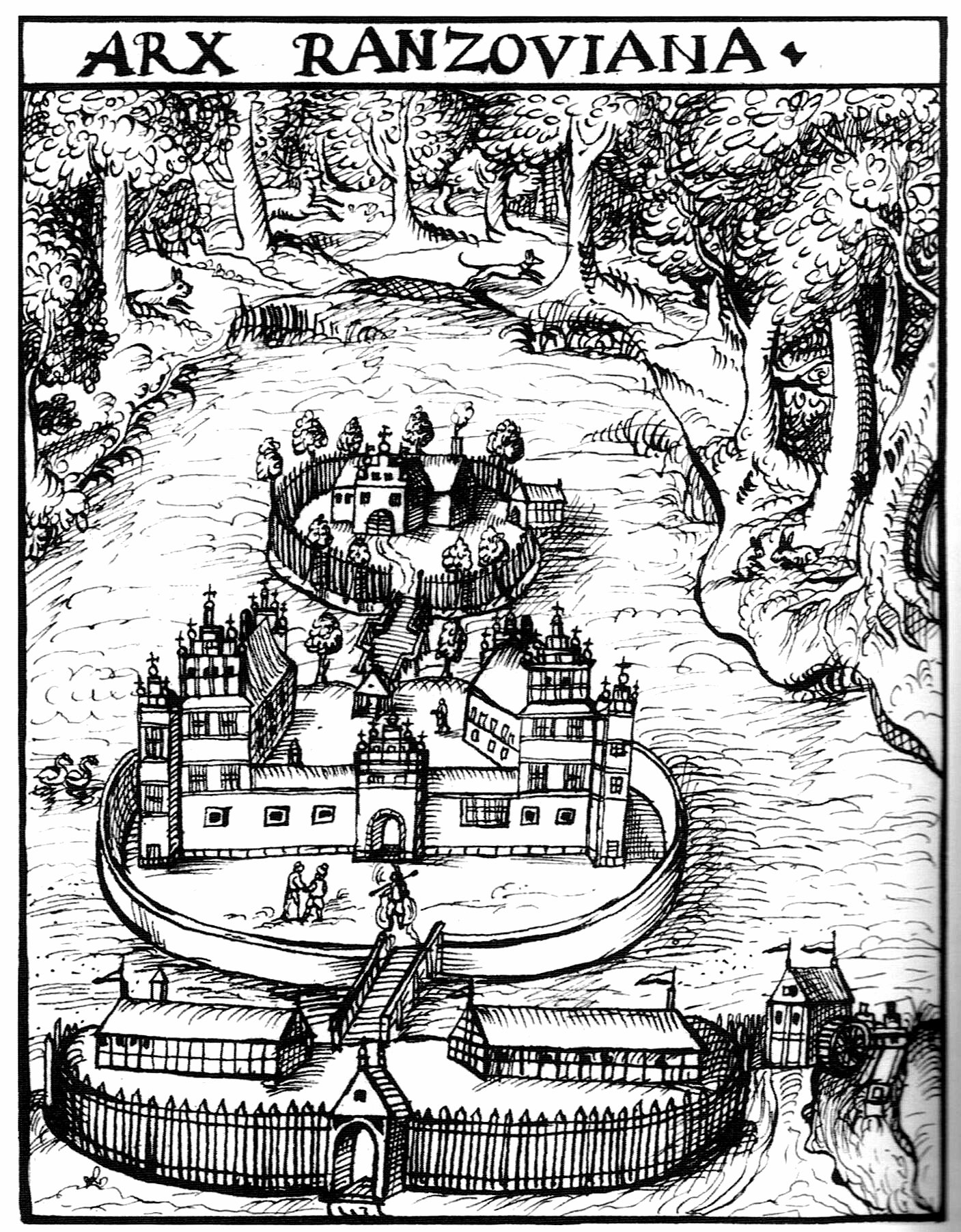
Ansicht von Rantzau. Federzeichnung in Peter Lindeberg: Hypotyposis arcium etc., Hamburg 1591

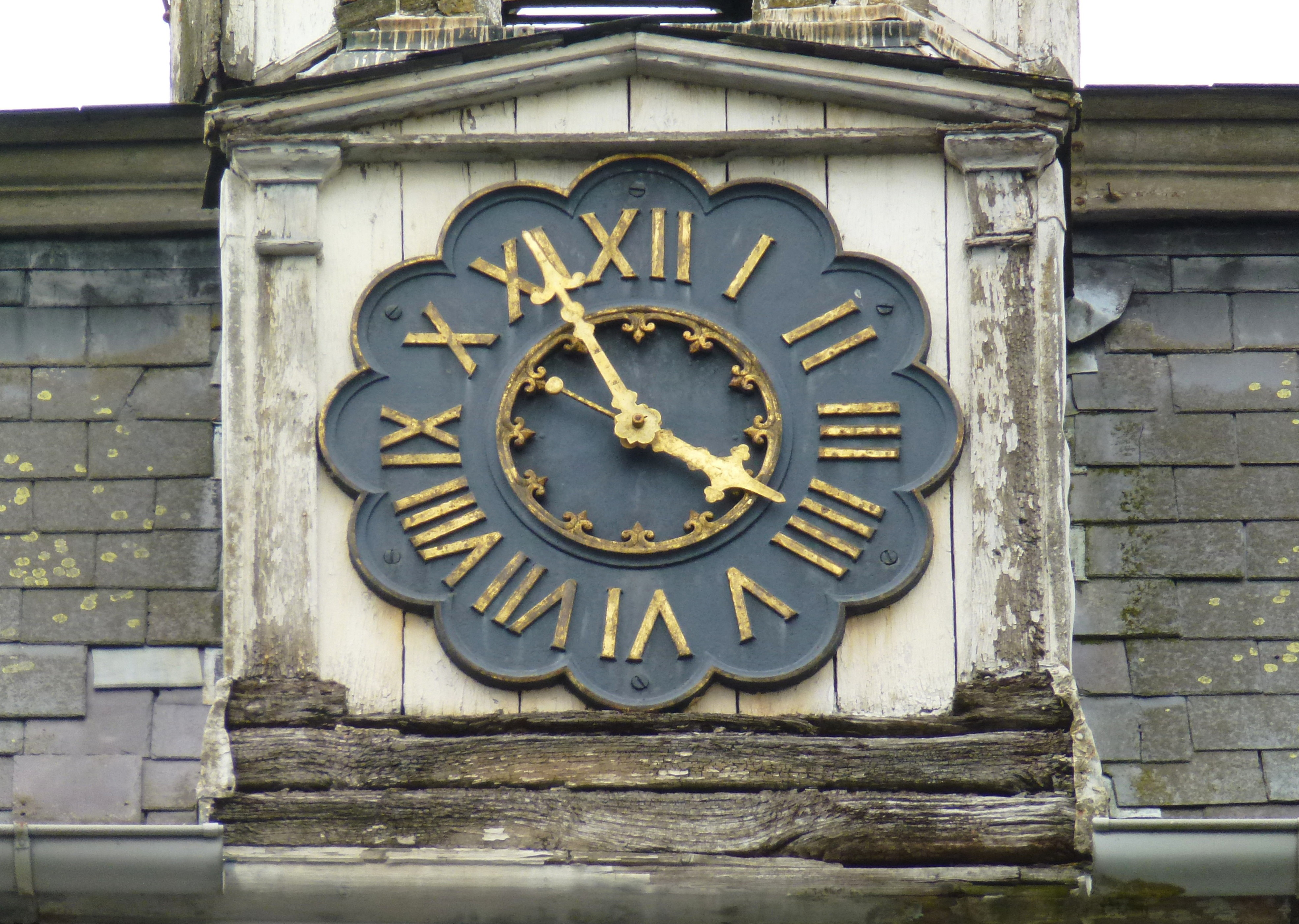
Die Turmuhr

## Baulichkeiten

### Das Schloss
Über die Gestalt der ersten Burg ist nicht mehr viel bekannt. Über den Vorgängerbau des späteren Schlosses informiert eine um 1587 von Daniel Freese für Heinrich Rantzau angefertigte Ahnentafel, die einen Stammbaum umringt von 50 Gütern der Rantzauer Familie zeigt. Für Ranzovia ist ein typisches, zweifaches Doppelhaus dargestellt, wie es vom Mittelalter bis zur Renaissance auf vielen befestigten Gütern des Landes üblich war.
Das heutige Schloss entstammt im Kern noch dem Bau Heinrich Rantzaus von 1590. Rantzau war ein weitgereister Mann mit ausgeprägtem Kunstsinn. Er war über die Kunst der Renaissance in Italien und Frankreich gut unterrichtet und der Neubau des Herrenhauses sollte nach italienischer Art erfolgen. Wenngleich die nordeuropäische Interpretation der Renaissance sehr frei erfolgte, so galt das Werk – einer von vielen Neubauten unter Heinrich Rantzau – bei seiner Vollendung als einer der modernsten und aufwendigsten Adelssitze des Landes. 

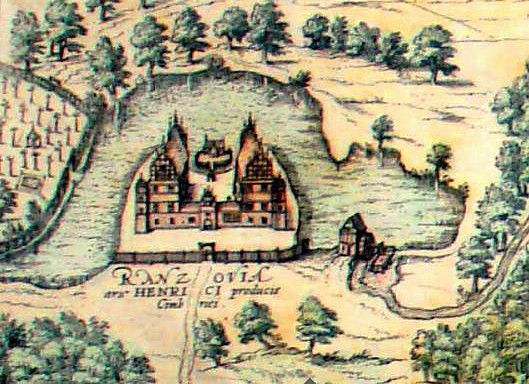
Das Schloss im 16. Jahrhundert. Der idealisierte Stich von Braun und Hogenberg zeigt die beiden Gebäudeflügel, verzichtet aber auf eine Darstellung des vorgelagerten Wirtschaftshofs

Auf Gut Rantzau wurde die althergebrachte Form des Doppelhauses überwunden und der Baukörper in zwei Teile getrennt: zwei sich längsseitig gegenüberstehende Bauflügel mit zwei Stockwerken über einem Kellergeschoss. Neben einer Anzahl an Wohnräumen beinhaltete jeder Flügel einen großen Saal: der Südflügel die Kapelle und der Nordflügel den Rittersaal. Die Giebelseiten der Satteldächer waren mit dekorativen Obelisken, Kugeln und Schweifgesimsen versehen. An den äußeren Ecken der Baukörper war je ein Treppenturm angebracht. Verbunden wurden beide Flügel durch einen niedrigen Zwischenbau, der eine mittige Tordurchfahrt enthielt. Das Schloss erhielt durch diese Addition von Einzelbauten die frühe Form einer dreiflügeligen Anlage.
Der Ursprungsbau ist bis heute im ansonsten stark veränderten Herrenhaus zu identifizieren. Das Schloss steht auf den alten Fundamenten und die Seitenflügel sind noch vorhanden, allerdings um ihre hohen Satteldächer und Schmuckgiebel beraubt. Die vier Treppentürme finden sich weiterhin an den Ecken der Flügel und der Grundriss des ersten Geschosses im nördlichen Bau weist noch immer die Aufteilung des 16. Jahrhunderts auf. Die Tordurchfahrt wurde entfernt und stattdessen im 18. Jahrhundert auf der gegenüberliegenden Seite des Hofs durch J. Chr. Lewon ein neuer Mittelbau samt Turm errichtet, der das Haus zu einer vollständigen Dreiflügelanlage machte. Das heutige, nüchterne Erscheinungsbild des Schlosses ist auf Umbaumaßnahmen von 1845 bis 1847 zurückzuführen, das Hauptportal mit der Freitreppe erhielt seine Gestalt erst 1906. Die geplante Nutzung als Hotel erforderte weitere Umbauten um 1965. Im Jahre 2009 erfolgten Sondierungsarbeiten, welche die aufgrund des völlig heruntergekommenen Zustandes notwendige grundlegende Sanierung vorbereiten sollten. Die Sanierung erfolgte nach Intervention der Denkmalschutzbehörde im Jahr 2010 nicht.

### Der Hof und der Garten

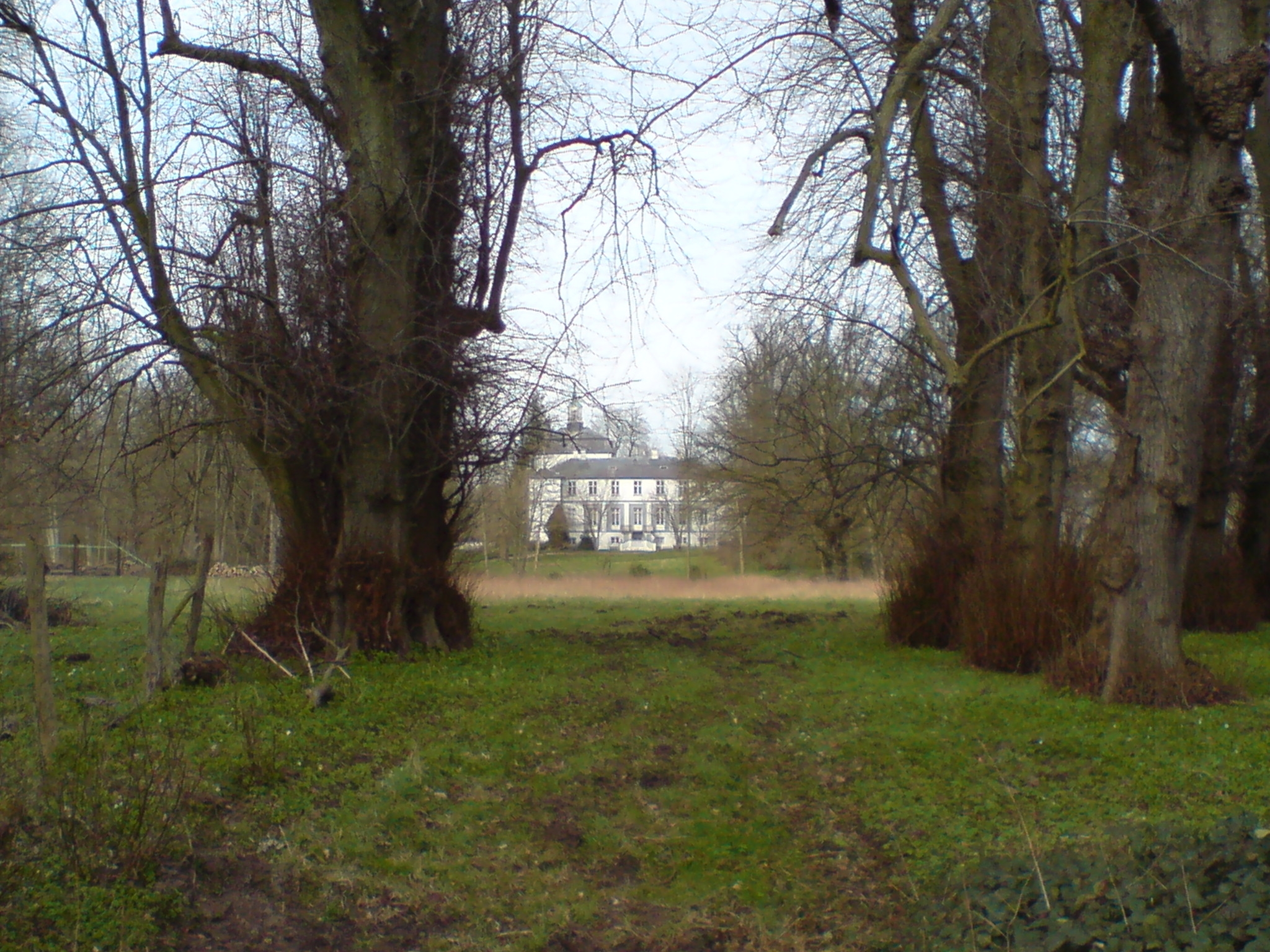
Blick durch die Reste der Gartenanlage auf den südlichen Flügel

Die Kossau, ein den Schlossbereich umfließender Bach, war einst zu einem See aufgestaut und das alte Herrenhaus vollständig von Wasser umgeben. Der See wurde im 18. Jahrhundert wieder abgelassen. Der frühere Wirtschaftshof, dessen Überreste heute vollständig verschwunden sind, befand sich auf einer von Palisaden geschützten Halbinsel, der zwei weitere Inseln mit dem Herrenhaus und einem anschließenden Gartenpavillon folgten. Durch den Schlossbereich führte einst eine gerade Sichtachse, die den Hof und das Herrenhaus einbezog und zu einer kreisförmigen Insel mit dem kleinen Lusthaus führte. Die Sichtachse wurde durch den im 18. Jahrhundert errichteten Mittelturm unterbrochen.
Dem südlichen Seitenflügel war ein barockes Parterre vorgelagert, dessen Platz heute von einer großen Wiese eingenommen wird. Von der barocken Gestaltung sind lediglich einige Baumreihen erhalten, vom einstigen Renaissancegarten Heinrich Rantzaus sind nicht mal mehr Rudimente vorhanden. Die Grünanlagen um das Schloss entsprechen heute einem Landschaftsgarten. Da sie sich weitgehend selbst überlassen sind, findet eine allmähliche Renaturierung statt. 